# Tureholm
Tureholm is een plaats in de gemeente Ekerö in het landschap Uppland en de provincie Stockholms län in Zweden. De plaats heeft 259 inwoners (2005) en een oppervlakte van 95 hectare. Tureholm ligt op het in het Mälarmeer gelegen eiland Färingsö. De plaats grenst aan het Mälarmeer en voor de rest bestaat de directe omgeving uit bos en landbouwgrond.